# Philippe Bigot (architecte)
Pour les articles homonymes, voir Philippe Bigot et Bigot.
Philippe Bigot, né le 22 mai 1924 au Vésinet et mort le 19 mars 1992 à Boulogne-Billancourt,, est un architecte des bâtiments civils et palais nationaux.
De 1985 à 1990, il est architecte en chef du domaine national de Versailles.

## Biographie
Philippe Bigot naît au Vésinet.
En 1985, il succède à Jean Dumont au poste d'architecte en chef du château et domaine de Versailles. Il poursuit les travaux commencés par ce dernier, notamment la restauration des boiseries de la chambre du Roi et la construction controversée du Grand Degré voulue par Pierre Lemoine. Philippe Bigot réalise également à Versailles la restauration de la salle des Menus-Plaisirs.
Frédéric Didier lui succède.